# Otto von Ompteda

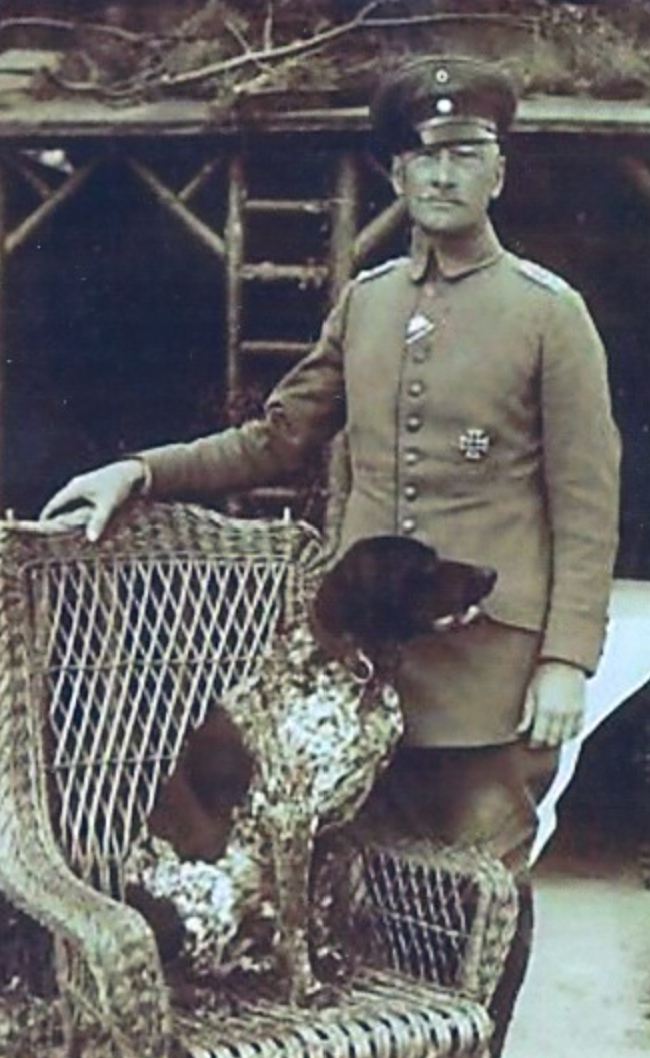
Otto von Ompteda

Otto Hermann Friedrich Ernst Freiherr von Ompteda (* 14. Februar 1864 in Hildesheim; † 13. Juli 1934 in Dresden) war ein sächsischer Generalleutnant.

## Leben

### Karriere
Er entstammte dem ursprünglich niederländischem Adelsgeschlecht derer von Ompteda und besuchte zeitgleich mit seinem kleinen Bruder Georg das Vitzthumsche Gymnasium in Dresden. Er trat 1879 in den Kadettenkorps der sächsischen Armee ein. 1882 wurde er zum Fähnrich ernannt und schon 1883 zum Leutnant im Schützen-(Füsilier-)Regiment „Prinz Georg“ (Königlich Sächsisches) Nr. 108 befördert. Er diente nachfolgend die nächsten drei Jahre als Adjutant des III. Bataillons. 1890 wurde er Oberleutnant und 1891 für drei Jahre zur preußischen Kriegsakademie in Berlin abkommandiert. Nach Rückkehr 1894 wurde er nach Beförderung zum Hauptmann Adjutant der schwarzen Brigade. Er diente dann 1897 als Kompaniechef im 7. Infanterie-Regiment Nr. 106, wurde 1898 Adjutant der 24. Division (2. Königlich Sächsische) und 1900 der 40. Division (4. Königlich Sächsische). Ab 1901 diente er dann für die nächsten sechs Jahre als Adjutant beim Generalkommando des XII. (I. Königlich Sächsisches) Armee-Korps. In dieser Eigenschaft wurde er am 23. September 1905 zum Major befördert. 1907 wurde er Kommandeur des II. Bataillons des Schützen-(Füsilier-)Regiment „Prinz Georg“ (Königlich Sächsisches) Nr. 108 und 1910 für drei Jahre ins sächsische Kriegsministerium abkommandiert. In dieser Eigenschaft wurde er am 9. Dezember 1911 zum Oberstleutnant befördert. 1913 wurde er zum Stab des Infanterie-Regiment „Großherzog Friedrich II. von Baden“ (4. Königlich Sächsisches) Nr. 103 unter dem Oberst Matthias Hoch in Bautzen versetzt.
Nach Ausbruch des Ersten Weltkrieges wurde er bis Anfang 1915 zum Oberst befördert. Er führte die sogenannte Brigade Ompteda, bestehend aus dem Reserve-Infanterie-Regiment Nr. 103, dem Regiment Kuhlmann und dem Bataillon Graf Magnis, und setzte diese während der Herbstschlacht in der Champagne ein. Er diente dort als Abschnittskommandeur und konnte Gegenangriffe der französischen Armee abwehren, wo er auch durch einen Halsschuss einer französischen Patrouille schwer verletzt wurde. Für diese Verdienste wurde er am 23. Dezember 1915 der Militär-St.-Heinrichs-Orden verliehen. In Behandlung wurde er 1916 stellvertretender sächsischer Militärbevollmächtigter in Berlin. Er kehrte 1916 noch an die Front zurück und diente als Kommandeur einer Brigade bei Lille. Er wurde später noch zum Generalmajor befördert und führte von September 1917 bis August 1918 die 46. Landwehr-Division (2. Königlich Sächsische) an der Ostfront. 1918 übernahm er die 23. Infanterie-Division zwischen Metz und Verdun.
Nach Kriegsende bildete sich aus Freiwilligen der 46. Landwehr-Division die Brigade Südlitauen, die zunächst von Generalleutnant Walter von Eberhardt geführt wurde und der sich von Ompteda auch anschloss. Die Brigade wurde im Baltikum eingesetzt und kämpfte zusammen mit litauischen Truppen gegen die Invasionstruppen der Roten Armee. Er wurde am 27. März 1919 zum Kommandeur der Brigade ernannt und führte im April desselben Jahres den Rang eines Generalleutnants.

### Familie
Er war Sohn von Wilhelm von Ompteda, des letzten Hofmarschalls von König Georg V. und Patenkind des Königs. Sein jüngerer Bruder war der bekannte Schriftsteller Georg von Ompteda.